# Appio Claudio Giuliano
Appio Claudio Giuliano (latino: Appius Claudius Iulianus; fl. 210-224) fu un senatore e politico dell'Impero romano.

## Biografia
Giuliano fu console suffetto tra il 200 e il 210; sotto Caracalla o (meno probabilmente) Eliogabalo fu nominato proconsole d'Asia. Nel 224 fu console ordinario; fu probabilmente intorno a questo anno che tenne la prefettura cittadina.
Il secondo consolato di Giuliano rientra in un processo avvenuto sotto Alessandro Severo, in cui sei consoli dell'epoca di Settimio Severo vennero rieletti consoli: Mario Massimo nel 223, Giuliano nel 224, Manilio Fusco nel 225, Aufidio Marcello nel 226, Aiacio Modesto nel 228 e Cassio Dione Cocceiano nel 229. Probabilmente si trattò di una serie di nomine volte a rafforzare l'autorità del Senato romano nell'amministrazione pubblica, dopo il periodo di centralizzazione severiano; è probabile che l'autore di questa svolta politica fosse Giulia Mamea, vera detentrice del potere.